# 輔酶B
輔酶B（英語：Coenzyme B）是一種輔酶，在產甲烷菌的氧化還原反應中需要被用到。 輔酶B的完整化學名稱為7-巰基庚酰蘇氨酸磷酸酯(7-mercaptoheptanoylthreoninephosphate)。分子中含有一個巰基，是其最主要進行反應的位置。
輔酶B與2-甲基巰基乙烷磺酸(甲基-輔酶M，縮寫成CH
3–S–CoM)反應，在產甲烷作用中釋放出甲烷：
CH
3–S–CoM + HS–CoB  →  CH
4  +  CoB–S–S–CoM
這種轉換的催化酵素為甲基輔酶M還原酶，它含有輔因子F430作為輔基。
一種相關轉換，利用到HS-CoB及HS-CoM兩者，由延胡索酸還原酶催化，將延胡索酸還原成琥珀酸：
CH
3–S–CoM + HS–CoB  –O
2CCH=CHCO−
2 →  –O
2CCH
2–CH
2CO−
2  +  CoB–S–S–CoM